# Adam de la Halle
Adam de la Halle, noto anche come Adam d'Arras o Adam le Bossu, «Adam il gobbo» (Arras, 1237 circa – Napoli, 1288), è stato un compositore, scrittore e poeta francese, il quale interruppe la lunga tradizione della scrittura di poesia e musica liturgica diventando l'iniziatore della musica profana e del teatro secolare in Francia. Gli altri suoi soprannomi, Adam d'Arras o le bossu d'Arras fanno pensare che fosse originario della città francese di Arras.
Due dei suoi lavori maggiori, i ludi scenici Le jeu de Robin et Marion e Le jeu de la feuillée (due affreschi, l'uno della vita campestre, l'altro della vita urbana), sono considerati i precursori dell'opera comica e sono tra i più antichi esempi di teatro profano del Medioevo. Un'altra sua opera molto nota è La Chanson du roi de Sicile, insieme a un'altra trentina di poesie liriche.

## Biografia
Suo padre, Henri de la Hale, era un noto cittadino di Arras. Grazie all'aiuto fornitogli da due ricchi fratelli, Baude e Robert Normant, Adam studiò grammatica, teologia e musica presso la famosa abbazia cistercense di Vaucelles nei pressi di Cambrai. Partecipò a varie gare poetiche, frequenti nei Puis di Arras. I suoi mecenati lo inviarono a Parigi, alla Sorbonne dove si insegnava musica, e proprio qui incominciò a comporre mottetti. Una volta tornato nella sua città natale,
lui ed il padre furono coinvolti nelle discordie civili della città di Arras, e per qualche tempo si rifugiarono a Douai. Adam era stato destinato alla vita monastica, ma rinunciò a questa intenzione, sposando una certa Maroie / Marie, la quale appare in alcune sue canzoni, rondeau, mottetti e jeu-parti oltre ad essere un personaggio del Jeu de la Feuillée, in cui Adam la descrive come una donna ormai brutta e sfiorita.
Fu al servizio di Roberto II conte d'Artois e quindi di Carlo I d'Angiò, fratello di Luigi IX, le cui fortune egli seguì in Egitto, Siria, Palestina e Italia. A partire dal 1283, visse alla corte angioina di Napoli.
Fu il primo musicista francese ad aver girato l'Italia.
La data della sua morte è oggetto di controversia: alcuni ritengono che sia morto nel 1288 nel sud dell'Italia, forse a Napoli, presso la corte del conte d'Artois, altri sostengono che la sua morte sia avvenuta più tardi, nel 1306, dopo il suo ritorno ad Arras. Fu un troviere piccardo.

## Le opere
I testi più brevi di Adam sono accompagnati da musiche (per sola voce, o a tre voci più accompagnamento di viola o altro strumento), delle quali una trascrizione in notazione moderna, accompagnata dalla Partitura originale, è pubblicata nell'edizione di de Coussemaker (si veda la Bibliografia).
Alla corte di Carlo d'Angiò, dopo che questi divenne re di Napoli, scrisse  jeu de Robin et Marion (c.1283), la sua opera più famosa, che fu rappresentata per quella corte a Napoli per la prima volta, considerata il primo esempio di musica profana in Francia. Questa pastorale, basata su una vecchia pastorella dal titolo Robin m'aime, Robin m'a, ebbe enorme successo grazie anche alle vicende esuberanti dei due protagonisti: Marion resiste alle avances di un cavaliere per rimanere fedele a Robert il pastore. Quest'opera è composta da dialoghi inframmezzati da ritornelli già presenti nella canzone popolare. Le melodie sulle quali si basano questi ritornelli possiedono le caratteristiche della musica folcloristica e sono più spontanee e melodiose rispetto alla più elaborata musica delle sue canzoni e mottetti. Un adattamento di quest'opera, a cura di Julien Tiersot, venne rappresentato ad Arras da una compagnia dell'Opéra Comique di Parigi nel 1896, in occasione di un festival dedicato a Adam de la Halle.
Un'altra sua opera, Le jeu Adan (titolo del manoscritto ma da non preferire per evitare confusioni con il primo testo drammatico con ampi stralci in volgare, l'Ordo rapresentacionis Ade, più conosciuto appunto con il titolo di Jeu d'Adam) o Le jeu de la Feuillée (1276) è un dramma satirico nel quale racconta di sé, del proprio padre e dei cittadini di Arras con le loro peculiarità.
Creò inoltre varie opere polifoniche a tre voci: ballate, virelai, mottetti profani e rondeau. Le sue opere includono i congés (un poema di addio alla città di Arras, su modello di Jean Bodel) e una chanson de geste, Le roi de Sicile, cominciata nel 1282 ma rimasta incompiuta, in onore di Carlo d'Angiò. Inoltre, gli viene spesso attribuito un altro breve testo, Le jeu du pèlerin.
Le sue opere conosciute includono trentasei chanson, quarantasei rondet de carole, diciotto jeu-parti, quattordici rondeau, cinque mottetti, un rondeau-virelai, una ballette, un dit d'amour, dei vers de la mort e i congés.